# Theater de Willem
Theater De Willem, is een theater aan de Van der Palmstraat 4 in de Nederlandse plaats Papendrecht, provincie Zuid-Holland. De openingsvoorstelling speelde op 5 oktober 1978, “Brasil Tropical”. De schaars geklede dames waren wel wat op het randje voor die tijd, maar vielen in goede smaak bij het eerste publiek. De zaal heeft 530 losse stoelen, waardoor de zaal op velerlei manieren gebruikt kan worden. Er spelen zo'n 100 professionele voorstellingen per jaar en een groot aantal jeugdtheater- en schoolvoorstellingen.

## Van Aula tot Theater
In de jaren 70 groeide het dorp Papendrecht snel. Het gemeentebestuur wilde een goed cultureel aanbod voor de bevolking. Immers waren er in de omliggende gemeente al “Theaters” geopend, waardoor men vond dat Papendrecht mee moest met deze ontwikkeling. In Alblasserdam was er “De Wipmolen” en in Sliedrecht was “De Bonkelaar”.
Voor een nieuwbouw was op dat moment geen budget, maar de Openbare Scholengemeenschap had een ruime aula die na een uitgebreide verbouwing uitstekend dienst kon doen als theater. Een commissie van wijze mannen, waaronder de schooldirecteur en de wethouder van onderwijs, werd verantwoordelijk voor de programmering. Om alle medewerkers van De Willem op te leiden in het vak, werd er in het begin nog intensief samengewerkt met De Bonkelaar uit Sliedrecht.  

## Naam
Het bedenken van een naam voor het theater bleek een uitdaging. De Scholengemeenschap droeg de naam “Willem de Zwijger”. Voor het schoolbestuur was dit voldoende reden om “De Aula van De Willem de Zwijgerscholengemeenschap” als naam voor te dragen. Dit was nogal een lange naam en dat was in de PR niet handig. “Theater de Burcht” verwijzend naar “Dillenburg” (de geboortestad van Willem de Zwijger) werd ook afgewezen. Een prijsvraag resulteerde in “De Willem”.

## Nieuwbouw
Na plannen voor een nieuwbouw en een lange zoektocht naar een geschikte locatie, nam de gemeenteraad op 20 september 2007 het besluit om het bestaande theater te verbouwen. Het werd een volledige nieuwbouw. Op 20 juni 2009 stond de laatste voorstelling in het oude theater. Na een heel seizoen zonder Papendrechts theater opende “De Willem” in 2010 haar nieuwe deuren. De samenwerking met de scholengemeenschap bleef intensief.

## Pipolair
Tot de renovatie was het Theater bij theatermakers bekend om haar nostalgische schijnwerpers die gebruikt werden voor de belichting van de voorstellingen. Deze spots werden “Pipo's”genoemd en een belangrijk deel van het lichtplan bestond uit dit type armaturen, waardoor het theater bekend werd als het “Pipolairste Theater van Nederland”.

## Privatisering
Sinds 1 januari 2018 is Theater De Willem geprivatiseerd. Tevens werd het “Sportcentrum Papendrecht” op dat moment geprivatiseerd en bestuurlijk samengevoegd met Theater De Willem in de “Recreatie & Cultuur Holding B.V.”.

## JeugdTheaterSchool Papendrecht
Openbare Basisschool “De Viermaster” en Theater De Willem hebben samen een JeugdTheaterSchool opgericht voor leerlingen van de Papendrechtse basisschool en van de brugklas. Van het eerste seizoen/schooljaar maakten ongeveer 70 leerlingen gebruik. Na een heel schooljaar lessen en workshops van diverse theaterprofessionals was er een afsluitende voorstelling op de planken van De Willem.